# Copidosoma auriceps
Copidosoma auriceps är en stekelart som först beskrevs av William Harris Ashmead 1900.  Copidosoma auriceps ingår i släktet Copidosoma och familjen sköldlussteklar. Inga underarter finns listade i Catalogue of Life.